# Эспиган-Алту-ду-Игуасу
Эспиган-Алту-ду-Игуасу (порт. Espigão Alto do Iguaçu) — муниципалитет в Бразилии, входит в штат Парана. Составная часть мезорегиона Юго-центральная часть штата Парана. Входит в экономико-статистический микрорегион Гуарапуава. Население составляет 4942 человека на 2006 год. Занимает площадь 326,446 км². Плотность населения — 15,1 чел./км².

## История
Город основан 1 января 1997 года.

## Статистика
- Валовой внутренний продукт на 2003 год составляет 52 347 424,00 реалов (данные: Бразильский институт географии и статистики).
- Валовой внутренний продукт на душу населения на 2003 год составляет 10 172,45 реалов (данные: Бразильский институт географии и статистики).
- Индекс развития человеческого потенциала на 2000 год составляет 0,708 (данные: Программа развития ООН).